# Paige Stathopoulos
 (octobre 2024).
Pas d'image ? Cliquez ici

a Compétitions nationales et continentales officielles uniquement.

b Matchs officiels uniquement.
Dernière mise à jour le 1 mai 2025.
Paige Stathopoulos, née le 23 août 1993 à Hanover (États-Unis), est une joueuse internationale américaine de rugby à XV évoluant au poste de talonneuse.

## Biographie
Paige Stathopoulos naît le 23 août 1993 à Hanover aux États-Unis.
Elle joue en 2024 pour le club du Beantown RFC (en). Elle cumule, à la fin de l'été 2024, dix sélections en équipe des États-Unis quand elle est retenue pour le WXV au Canada.
Fin 2024, elle part jouer en Angleterre, aux Ealing Trailfinders, avec un contrat de joker médical.
En 2025, elle s'engage avec les Banshees de Boston, qui vont évoluer en Women's Elite Rugby.